# Adromischus cristatus
Adromischus cristatus là một loài thực vật có hoa trong họ Crassulaceae. Loài này được (Haw.) Lem. miêu tả khoa học đầu tiên năm 1852.